# مزرعه پوزه دره
مزرعه پوزه دره یک منطقهٔ مسکونی در ایران است که در دهستان گاوکان واقع شده‌است.